# Jutaí
Jutaí là một đô thị thuộc bang Amazonas, Brasil. Đô thị này có diện tích 69551,86 km², dân số năm 2007 là 17053 người, mật độ 0,25 người/km².